# دودلي وليامز (فيزيائي)
دودلي وليامز (بالإنجليزية: Dudley Williams)‏ هو فيزيائي أمريكي، ولد في 12 أبريل 1912 في كوفينغتون في الولايات المتحدة، وتوفي في 2 ديسمبر 2004 في لاس كروسيس في الولايات المتحدة.